# ヴレメ
ヴレメ（セルビア語:Време / Vreme、セルビア語で「時」を意味する）は、ベオグラードに拠点を置く、セルビアの独立系のニュース雑誌である。1990年10月にセルビア最大の出版社であるポリティカ（Politika）出身のジャーナリストらによって結成された。ユーゴスラビア紛争の間、ヴレメは3万部の発行部数をもち、うち4分の1以上はセルビア国外のものであった。週刊誌はタイムやニューズウィークをモデルとしていた。
ヴレメは旧ユーゴスラビア地域において、最も信頼できるニュース情報源のひとつとの名声を得ており、その記事は西側諸国のメディアからも頻繁に引用された。ユーゴスラビア紛争の間、ヴレメは紛争のニュース源として最も信頼できるものと言われてきた。
1990年以来、ヴレメはヴレメ・ノヴツァ（Vreme Novca, カネの時）やヴレメ・ザバヴェ（Vreme Zabave、楽しみの時）などを発刊し、自前の出版社も設立した。ヴレメ・インターナショナル（Vreme International）という国際版もあり、主にヨーロッパ各地のセルビア人移民を対象としている。